# Tsirang körzet
Tsirang  egyike Bhután 20 körzetének. A fővárosa Damphu.

## Földrajz
Az ország középső részén található.

## Gewog-ok
- Beteni Gewog
- Chanautey Gewog
- Dunglegang Gewog
- Gairigaun Gewog
- Goseling Gewog
- Kikhorthang Gewog
- Mendrelgang Gewog
- Patale Gewog
- Phutenchhu Gewog
- Semjong Gewog
- Tshokhana Gewog
- Tsirang Dangra Gewog